# Siemięrzyce
Siemięrzyce – wieś w Polsce położona w województwie śląskim, w powiecie zawierciańskim, w gminie Kroczyce.
Wieś królewska Siemierzyce położona była  w powiecie lelowskim, wchodziła w skład klucza wsi, stanowiącego uposażenie wojewodów krakowskich. W latach 1975–1998 miejscowość administracyjnie należała do województwa częstochowskiego.